# Mornington Peninsula
Mornington Peninsula är en kommun i Australien. Den ligger i delstaten Victoria, omkring 59 kilometer söder om delstatshuvudstaden Melbourne. Antalet invånare var 154 999 vid folkräkningen 2016.
Följande samhällen finns i Mornington Peninsula:
- Mornington
- Mount Eliza
- Mount Martha
- Rosebud
- Somerville
- Hastings
- Dromana
- Rosebud West
- Safety Beach
- Tyabb
- Crib Point
- Tootgarook
- McCrae
- Balnarring
- Merricks
- Baxter
- Blairgowrie
- Sorrento
- Saint Andrews Beach
- Moorooduc
- Langwarrin South
- Main Ridge
- Shoreham
- Merricks North
- Boneo
- Arthurs Seat
- Fingal
- Cape Schanck
- Tuerong
- Point Leo
- Merricks Beach